# Eden Kane
Richard Graham Sarstedt, född den 29 mars 1940 i New Delhi, Indien, är en brittisk sångare mer känd under namnet Eden Kane. 
Han är bror till sångarna Peter Sarstedt och Clive Sarstedt (också känd som Robin Sarstedt, Wes Sands och Clive Sands).

## Diskografi (urval)
Studioalbum
- 1962 – Eden Kane
- 1964 – It's Eden
- 1964 – Smoke Gets In Your Eyes
- 1999 – Y2Kane
- 2001 – Eden Rock
- 2012 – Signs Of Love
- 2014 – Fifty Three

Singlar
- 1961 – "Well I Ask You" / "Before I Lose My Mind"
- 1961 – "Get Lost" / "I'm Telling You"
- 1961 – "Forget Me Not" / "A New Kind Of Lovin' "
- 1962 – "Don't Know Why" / "Music For Strings"
- 1964 – "Boys Cry" / "Don't Come Cryin' To Me"